# Rainha Mundial da Banana
Rainha Mundial da Banana (em espanhol: Reina Mundial Del Banano) é um tradicional concurso de beleza feminino de nível internacional, com pequena abrangência, que começou a ser realizado anualmente desde 1985. O evento tem o intuito de eleger, dentre os respectivos países participantes e produtores/exportadores de banana, a soberana da tradicional Feria Mundial Del Banano que até hoje é realizada em Machala, no Equador, devido a sua notoriedade por ser uma cidade rica em plantação e exportação de bananas.

## Vencedoras
| Ano  | Edição                                                                  | Reina                                                                   | País                                                                    | Virreina                                                                | País                                                                    | R                                                                       |
| 1985 | 1ª                                                                      | Rosibel Chacón                                                          | Costa Rica                                                              | Cristiane Lisita                                                        | Brasil                                                                  | [ 1 ]                                                                   |
| 1986 | 2ª                                                                      | Betsabè Coelles                                                         | Venezuela                                                               | Claudia Ruiz Solano                                                     | Colômbia                                                                | [ 2 ]                                                                   |
| 1987 | 3ª                                                                      | Carla Trombotti                                                         | Uruguai                                                                 | Doris Mora Bejarano                                                     | Equador                                                                 | [ 3 ]                                                                   |
| 1988 | 4ª                                                                      | Ximena Jarre                                                            | Equador                                                                 | Rita Verreos                                                            | Venezuela                                                               | [ 3 ]                                                                   |
| 1989 | 5ª                                                                      | Cristiane Corrales                                                      | Brasil                                                                  | Vivían Zanabria                                                         | Costa Rica                                                              | [ 3 ]                                                                   |
| 1990 | 6ª                                                                      | Luz Angélica Velasco                                                    | México                                                                  | Daniela Lores                                                           | Venezuela                                                               | [ 3 ]                                                                   |
| 1991 | 7ª                                                                      | Mónica Rodríguez Chávez                                                 | Colômbia                                                                | Fernanda Corral                                                         | Equador                                                                 | [ 3 ]                                                                   |
| 1992 | 8ª                                                                      | Giselle González                                                        | Panamá                                                                  | Mabel Vélez                                                             | Porto Rico                                                              | [ 3 ]                                                                   |
| 1993 | 9ª                                                                      | Yesenia Ríos García                                                     | México                                                                  | Phyllis Motta                                                           | Panamá                                                                  | [ 3 ]                                                                   |
| 1994 | 10ª                                                                     | Liliana González                                                        | Paraguai                                                                | Ana Lucia Granda                                                        | Equador                                                                 | [ 3 ]                                                                   |
| 1995 | 11ª                                                                     | Gabriela Chavarría                                                      | Costa Rica                                                              | Fabiana Fontanella                                                      | Brasil                                                                  | [ 4 ]                                                                   |
| 1996 | 12ª                                                                     | Paula Denise Simon                                                      | Brasil                                                                  | Marisela Moreno                                                         | Panamá                                                                  | [ 5 ]                                                                   |
| 1997 | 13ª                                                                     | Adriana Zúñiga                                                          | Costa Rica                                                              | Karla Beteta Forkel                                                     | Guatemala                                                               | [ 6 ]                                                                   |
| 1998 | 14ª                                                                     | Jessica Gándara                                                         | Guatemala                                                               | Noelia Ortiz Melo                                                       | Itália                                                                  | [ 3 ]                                                                   |
| 1999 | 15ª                                                                     | Amaloha Méndez                                                          | Venezuela                                                               | Viviana Brenes                                                          | Costa Rica                                                              | [ 7 ]                                                                   |
| 2000 | 16ª                                                                     | Meliana Canino                                                          | Porto Rico                                                              | Alejandra Vélez                                                         | Colômbia                                                                | [ 8 ]                                                                   |
| 2001 | 17ª                                                                     | Alejandra Palacios                                                      | Colômbia                                                                | Shadelyn López                                                          | Porto Rico                                                              | [ 8 ]                                                                   |
| 2002 | 18ª                                                                     | Isabel Estrada Cano                                                     | Colômbia                                                                | Susanne Tocker                                                          | Alemanha                                                                | [ 9 ]                                                                   |
| 2003 | 19ª                                                                     | Liliana Ávila                                                           | Colômbia                                                                | Amanda Cothran                                                          | Estados Unidos                                                          | [ 10 ]                                                                  |
| 2004 | 20ª                                                                     | Anna Ezechiels                                                          | Canadá                                                                  | Gabriela Granda                                                         | Equador                                                                 | [ 11 ]                                                                  |
| 2005 | 21ª                                                                     | Tatiana Castañeda                                                       | Colômbia                                                                | Jéssica Torejani                                                        | Brasil                                                                  | [ 12 ]                                                                  |
| 2006 | 22ª                                                                     | Verónica González                                                       | Costa Rica                                                              | María Eugenia Macías                                                    | Equador                                                                 | [ 13 ]                                                                  |
| 2007 | 23ª                                                                     | Jennifer Schell                                                         | Venezuela                                                               | Izaskun Arana                                                           | Equador                                                                 | [ 14 ]                                                                  |
| 2008 | 24ª                                                                     | Amanda Delgado                                                          | Estados Unidos                                                          | Nailette Romero                                                         | Venezuela                                                               | [ 15 ]                                                                  |
| 2009 | 25ª                                                                     | Josephine Karam                                                         | Venezuela                                                               | Dalia Fernández                                                         | República Dominicana                                                    | [ 16 ]                                                                  |
| 2010 | 26ª                                                                     | Hilda Gamez                                                             | Honduras                                                                | Laura Spoya                                                             | Peru                                                                    | [ 17 ]                                                                  |
| 2011 | 27ª                                                                     | Lizeth González                                                         | Colômbia                                                                | Johanna Acs                                                             | Alemanha                                                                | [ 18 ]                                                                  |
| 2012 | 28ª                                                                     | Jennifer Valle                                                          | Honduras                                                                | Nerys Díaz                                                              | Venezuela                                                               | [ 19 ]                                                                  |
| 2013 | 29ª                                                                     | Manou Volkmer                                                           | Alemanha                                                                | Donají López                                                            | México                                                                  | [ 20 ]                                                                  |
| 2014 | 30ª                                                                     | Susan Romanishin                                                        | Estados Unidos                                                          | Alessandra Freitas                                                      | Brasil                                                                  | [ 21 ]                                                                  |
| 2015 | 31ª                                                                     | Carolina Rodríguez                                                      | Costa Rica                                                              | Yuliska Fayruz                                                          | Venezuela                                                               | [ 22 ]                                                                  |
| 2016 | 32ª                                                                     | Ivana Yturbe                                                            | Peru                                                                    | Rusbell López                                                           | Venezuela                                                               | [ 23 ]                                                                  |
| 2017 | 33ª                                                                     | Yenny Zapata                                                            | Colômbia                                                                | Karen Robles                                                            | Costa Rica                                                              | [ 24 ]                                                                  |
| 2018 | 34ª                                                                     | Jhelenny Tello                                                          | Equador                                                                 | Alejandra Chacón                                                        | Colômbia                                                                | [ 25 ]                                                                  |
| 2019 | 35ª                                                                     | Ellen Pimienta                                                          | Colômbia                                                                | Celinee Santos                                                          | República Dominicana                                                    | [ 26 ]                                                                  |
| 2020 | Concurso não realizado em 2020 e em 2021 devido a pandemia de Covid-19. | Concurso não realizado em 2020 e em 2021 devido a pandemia de Covid-19. | Concurso não realizado em 2020 e em 2021 devido a pandemia de Covid-19. | Concurso não realizado em 2020 e em 2021 devido a pandemia de Covid-19. | Concurso não realizado em 2020 e em 2021 devido a pandemia de Covid-19. | Concurso não realizado em 2020 e em 2021 devido a pandemia de Covid-19. |
| 2021 | Concurso não realizado em 2020 e em 2021 devido a pandemia de Covid-19. | Concurso não realizado em 2020 e em 2021 devido a pandemia de Covid-19. | Concurso não realizado em 2020 e em 2021 devido a pandemia de Covid-19. | Concurso não realizado em 2020 e em 2021 devido a pandemia de Covid-19. | Concurso não realizado em 2020 e em 2021 devido a pandemia de Covid-19. | Concurso não realizado em 2020 e em 2021 devido a pandemia de Covid-19. |
| 2022 | 36ª                                                                     | Paola Vergara                                                           | Equador                                                                 | Taya Wolf                                                               | Alemanha                                                                | [ 27 ]                                                                  |

### Títulos por País
| País           | Qtd | Títulos                                        |
| Colômbia       | 8   | 1991, 2001, 2002, 2003, 2005, 2011, 2017, 2019 |
| Costa Rica     | 5   | 1985, 1995, 1997, 2006, 2015                   |
| Venezuela      | 4   | 1986, 1999, 2007, 2009                         |
| Equador        | 3   | 1988, 2018, 2022                               |
| Estados Unidos | 2   | 2008, 2014                                     |
| Honduras       | 2   | 2010, 2012                                     |
| Brasil         | 2   | 1989, 1996                                     |
| México         | 2   | 1990, 1993                                     |
| Peru           | 1   | 2016                                           |
| Alemanha       | 1   | 2013                                           |
| Canadá         | 1   | 2004                                           |
| Porto Rico     | 1   | 2000                                           |
| Guatemala      | 1   | 1998                                           |
| Paraguai       | 1   | 1994                                           |
| Panamá         | 1   | 1992                                           |
| Uruguai        | 1   | 1987                                           |

### Histórico
- O  Equador, maior exportador de bananas do mundo, só tem 3 títulos na competição.
  - O tempo entre a primeira conquista e a segunda foram de exatos 30 anos.

- A primeira latino-americana a obter o título internacional foi a representante da  Costa Rica, Rosibel Chacón em 1985.

- Cristiane Corrales do  Brasil foi a primeira miss não-falante de Espanhol a vencer o concurso, em 1989.

- A primeira miss européia a participar da competição foi a candidata da  Espanha (Maria Emilia Paterna), em 1991.

- Apesar de fazer parte oficialmente dos Estados Unidos, o  Havaí entrou no concurso em 1993 com Eunid Dicent.

- A primeira sul-americana a vencer o certame foi Betzabeth Emilia Coelles da  Venezuela, em 1986.

- Manou Vivien Volkmer, da  Alemanha, fez história ao se tornar a única europeia a vencer o concurso, em 2013.

- A representante de  Taiwan, Cai Yu-Han, em 2013 foi a primeira asiática a disputar o concurso.
  - Na ocasião ela ficou com o título de Miss Simpatia e não se classificou.

- O maior recorde de candidatas disputando o certame foi 18, nas edições de 1997, 1998, 2013, 2014 e 2015.

- A  Colômbia é, até então, o único país a ter 3 vitórias consecutivas. Isso ocorreu em 2001, 2002 e 2003.

- A primeira miss norte-americana a vencer a disputa foi a representante do  México em 1990, Luz Angélica Ruiz.

- A região do Caribe, por sua vez, só alcançou o posto máximo em 2000, com a vitoriosa de  Porto Rico, Melania Canino.

- O  Equador e a  Venezuela são os países que mais tem 2ª colocadas, um total de 6 cada.

## Desempenho Lusófono
A lista abaixo abrange os países falantes de língua portuguesa que já participaram do evento:

### Rainha Brasileira da Banana
| Ano  | Vencedora                                                               | Origem                                                                  | Colocação                                                               | Prêmios                                                                 |
| 1985 | Cristiane Lisita                                                        | Goiânia, Goiás                                                          | 2º. Lugar                                                               |                                                                         |
| 1986 | Anamaria Starck                                                         | Santos, São Paulo                                                       | 5º. Lugar                                                               | Miss Elegância                                                          |
| 1987 | Kátia Viana da Costa                                                    | João Monlevade, Minas Gerais                                            |                                                                         |                                                                         |
| 1988 | Joseane Duarte Godoy                                                    | Vitória, Espírito Santo                                                 |                                                                         |                                                                         |
| 1989 | Cristiane Corrales                                                      | Goiânia, Goiás                                                          | Rainha da Banana 1989                                                   |                                                                         |
| 1990 | Mayra Brassi                                                            | [ nota 1 ]                                                              |                                                                         |                                                                         |
| 1991 | O Brasil não enviou candidata este ano.                                 | O Brasil não enviou candidata este ano.                                 | O Brasil não enviou candidata este ano.                                 | O Brasil não enviou candidata este ano.                                 |
| 1992 | Iglaê Gunther                                                           | Francisco Beltrão, Paraná                                               | 3º. Lugar                                                               |                                                                         |
| 1993 | Farley Ferreira                                                         | Cuiabá, Mato Grosso                                                     | 4º. Lugar                                                               |                                                                         |
| 1994 | Vanessa Gurgel                                                          | Natal, Rio Grande do Norte                                              |                                                                         | Miss Fotogenia                                                          |
| 1995 | Fabiana Fontanella                                                      | Balneário Camboriú, Santa Catarina                                      | 2º. Lugar                                                               |                                                                         |
| 1996 | Paula Denise Simon                                                      | Porto Alegre, Rio Grande do Sul                                         | Rainha da Banana 1996                                                   | Miss Fotogenia                                                          |
| 1997 | Roselane Ribeiro Silva                                                  | Salvador, Bahia                                                         |                                                                         |                                                                         |
| 1998 | Sueli Rodrigues Batista                                                 | Extremoz, Rio Grande do Norte                                           |                                                                         |                                                                         |
| 1999 | Karyne Telli Montemezzo                                                 | Lages, Santa Catarina                                                   |                                                                         |                                                                         |
| 2000 | Kátia Peterli Camargos                                                  | Venda Nova, Espírito Santo                                              | 3º. Lugar                                                               | Miss Fotogenia                                                          |
| 2001 | Marcela Machado                                                         | Curitiba, Paraná                                                        |                                                                         |                                                                         |
| 2002 | Vanessa Rumor                                                           | Curitiba, Paraná                                                        |                                                                         | Melhor Traje Típico                                                     |
| 2003 | Alanna Arruda                                                           | Salvador, Bahia                                                         | 5º. Lugar                                                               |                                                                         |
| 2004 | Thesca Monteiro                                                         | Teresina, Piauí                                                         |                                                                         |                                                                         |
| 2005 | Jéssica Torejani                                                        | Curitiba, Paraná                                                        | 2º. Lugar                                                               |                                                                         |
| 2006 | Flávia Parastchuk                                                       | Araucária, Paraná                                                       |                                                                         | Melhor Traje Típico                                                     |
| 2007 | Enyellen Sales                                                          | Macapá, Amapá                                                           |                                                                         |                                                                         |
| 2008 | Franslaine Kozan                                                        | Ponta Grossa, Paraná                                                    |                                                                         |                                                                         |
| 2009 | Thays Calmon Neves                                                      | Rio de Janeiro, Rio de Janeiro                                          |                                                                         |                                                                         |
| 2010 | Érika Krutsh                                                            | Ponta Grossa, Paraná                                                    |                                                                         |                                                                         |
| 2011 | Thaís Garcia                                                            | Maringá, Paraná                                                         |                                                                         |                                                                         |
| 2012 | Vanessa Crippa                                                          | Curitiba, Paraná                                                        |                                                                         |                                                                         |
| 2013 | Kennya Araújo                                                           | Serra Branca, Paraíba                                                   | 4º. Lugar                                                               |                                                                         |
| 2014 | Alessandra Freitas                                                      | Martins Soares, Minas Gerais                                            | 2º. Lugar                                                               | Miss Simpatia                                                           |
| 2015 | Franciele Olivato                                                       | Pedreira, São Paulo                                                     | 6º. Lugar                                                               |                                                                         |
| 2016 | Dayane Colombo                                                          | Curitiba, Paraná                                                        |                                                                         |                                                                         |
| 2017 | Beatriz Chami                                                           | Curitiba, Paraná                                                        |                                                                         |                                                                         |
| 2018 | O Brasil não enviou candidata este ano.                                 | O Brasil não enviou candidata este ano.                                 | O Brasil não enviou candidata este ano.                                 | O Brasil não enviou candidata este ano.                                 |
| 2019 | Sheila Pereira                                                          | Lamim, Minas Gerais                                                     | 6º. Lugar                                                               | Melhor Traje Típico                                                     |
| 2020 | Concurso não realizado em 2020 e em 2021 devido a pandemia de Covid-19. | Concurso não realizado em 2020 e em 2021 devido a pandemia de Covid-19. | Concurso não realizado em 2020 e em 2021 devido a pandemia de Covid-19. | Concurso não realizado em 2020 e em 2021 devido a pandemia de Covid-19. |
| 2021 | Concurso não realizado em 2020 e em 2021 devido a pandemia de Covid-19. | Concurso não realizado em 2020 e em 2021 devido a pandemia de Covid-19. | Concurso não realizado em 2020 e em 2021 devido a pandemia de Covid-19. | Concurso não realizado em 2020 e em 2021 devido a pandemia de Covid-19. |
| 2022 | Maria Rita dos Santos                                                   | Verê, Paraná                                                            | 5º. Lugar                                                               |                                                                         |